# Фролов, Геннадий Алексеевич
Генна́дий Алексе́евич Фроло́в (20 июля 1937 — 10 апреля 2019) — советский, российский актёр театра и кино. Народный артист Российской Федерации (1992).

## Биография
Родился 20 июля 1937 года в СССР. В 1959 году окончил Школу-студию МХАТ. Два сезона работал в Московском Художественном академическом театре. В 1961 году перешёл в театр «Современник». Среди его первых работ были: Ильин в «Пяти вечерах» Володина, Борис в «Вечно живых» В. Розова, и Карел в «Третьем желании» В. Блажека. В 1961 году актёр дебютировал в кино, сыграв в комедии «Командировка» председателя колхоза Сергея Сергеевича Добрякова. Регулярно снимался в кино до конца 1980-х годов. В основном играл роли второго плана: бригадиров, следователей, директоров. Снимался и в военных фильмах. В 1979 году в фильме «Дождь в чужом городе» Геннадий Фролов сыграл главную роль — инженера Степана Никитича Чижегова.
Скончался 10 апреля 2019 года в Москве, прощание с актёром состоялось 14 апреля 2019 года, похоронен на Востряковском кладбище.

## Личная жизнь
В студенческие годы Геннадий Фролов женился на своей однокурснице по МХАТу Елене Миллиоти. Сын – Александр Фролов – по образованию архитектор. Дочь Дарья Фролова — актриса театра «Современник», актриса дубляжа.

## Награды и звания
- Народный артист Российской Федерации (10 июня 1992) — за большие заслуги в области театрального искусства[3]
- Заслуженный артист РСФСР (1980)

## Фильмография
- 1961 — Командировка
- 1962 — Я купил папу
- 1962 — Грешный ангел
- 1963 — Человек, который сомневается
- 1963 — Встреча на переправе (короткометражный)
- 1965 — Человек без паспорта
- 1965 — Строится мост
- 1967 — Подвиг Фархада
- 1969 — Ждите моего звонка (фильм-спектакль)
- 1969 — День и вся жизнь
- 1970 — Баллада о Беринге и его друзьях
- 1971 — Свой остров (фильм-спектакль)
- 1971 — Второе дыхание
- 1971 — Всего три недели...
- 1973 — Не пройдёт и года…
- 1974 — Свадьба как свадьба (фильм-спектакль)
- 1974 — Жребий
- 1974 — Выбор цели
- 1975 — Такая короткая долгая жизнь — Иван Петрович Игнатьев
- 1975 — Охотник за браконьерами
- 1975 — Дума о Ковпаке — Сабуров
- 1976 — Освобождение Праги (Чехословакия)
- 1976 — Вы мне писали…
- 1977 — Четвёртая высота
- 1977 — Вторая попытка Виктора Крохина
- 1978 — Остров Серафимы
- 1978 — Вас ожидает гражданка Никанорова — Стёпа
- 1979 — Цезарь и Клеопатра (фильм-спектакль)
- 1979 — Осенняя история
- 1979 — Дождь в чужом городе[10]
- 1980 — Чрезвычайные обстоятельства
- 1980 — Каждый третий
- 1981 — Следствие ведут ЗнаТоКи. Из жизни фруктов — Саковин
- 1981 — Обыкновенные обстоятельства (фильм-спектакль)
- 1981—1982 — Россия молодая — посол Измайлов
- 1982 — Полигон
- 1982 — Несколько капель (фильм-спектакль)
- 1983 — Летаргия
- 1984 — Право на выбор — Солодовников
- 1985 — Подвиг Одессы
- 1985 — Матвеева радость — рядник
- 1985 — Город над головой
- 1985 — Битва за Москву
- 1985 — Батальоны просят огня — полковник Алексеев
- 1986 — Плюмбум, или Опасная игра
- 1986 — За явным преимуществом
- 1987 — Пять писем прощания
- 1987 — Большевики (фильм-спектакль)
- 1988 — Эшелон (фильм-спектакль)
- 1988 — Гулящие люди
- 1988 — Брызги шампанского — отец Тони, генерал-майор
- 1989 — Женщины, которым повезло
- 1990 — Арбатский мотив
- 1990—1991 — Семнадцать левых сапог
- 1995 — Сон доктора Чехова (фильм-спектакль)
- 2000 — Третьего не дано
- 2008 — Крутой маршрут (фильм-спектакль)[4]